# Pseudocharopinus bicaudatus
Pseudocharopinus bicaudatus är en kräftdjursart som först beskrevs av Henrik Nikolai Krøyer 1837.  Pseudocharopinus bicaudatus ingår i släktet Pseudocharopinus och familjen Lernaeopodidae. Arten har ej påträffats i Sverige. Inga underarter finns listade i Catalogue of Life.